# 진안도서관
진안도서관은 경기도 화성시의 도서관이다.

## 연혁
- 2016년 9월 1일 진안도서관 개관

## 이용 안내
이용 시간
휴관일
- 매월 두 번째, 네 번째 월요일
- 법정 공휴일
- 재단 창립기념일
- 장서점검 등 특별한 사유로 관장이 정하는 날